# Alexis Lecaye
Pour les articles homonymes, voir Lecaye.
Alexis Lecaye est un écrivain, scénariste et réalisateur de télévision français né à Alexandrie en Égypte le 22 août 1951. Il est le frère aîné de Nadja et de Grégoire Solotareff et l'oncle de Raphaël Fejtö, auteur-illustrateur de livres pour la jeunesse. Il a aussi signé des romans sous le nom de Alexandre Terrel.

## Biographie
Alexis Lecaye est le fils d'Henri El-Kayem, un médecin d'origine libanaise, et d'Olga Solotareff, d'origine russe née en France, qui est auteure de littérature d'enfance et de jeunesse sous le pseudonyme d'Olga Lecaye. Au sein d'une fratrie de quatre enfants, figurent aussi les auteurs-dessinateurs Grégoire Solotareff et Nadja. Alexis Lecaye fait des études en histoire avant d'amorcer une carrière de scénariste, puis de chroniqueur littéraire au journal Le Monde et d'écrivain.
Il publie en 1980 Les Pirates du paradis, un important essai sur la science-fiction. Il signe ensuite chez Fayard des thrillers, dont Le Bagnard, la voyante et l'espion, prix du suspense français 1983, et des pastiches de Sherlock Holmes. Il fait aussi paraître plusieurs romans policiers dans la collection Le Masque, notamment Le témoin est à la noce, prix du roman d'aventures 1984, et, sous le pseudonyme d'Alexandre Terrel, une série de sept titres mettant en scène Antoine Chabrier, croque-mort et détective, qui exploite la veine de l'humour noir.
Il crée pour TF1 les séries Julie Lescaut et Rose et Val, ainsi que le téléfilm La Famille Sapajou et ses suites. Il est aussi un des auteurs de la mini-série L'Été rouge et de plusieurs thrillers, sur M6 et TF1.  À partir de janvier 2011 sont diffusées sur France 2, à intervalles plus ou moins réguliers, les adaptations de la série policière Les Dames, où apparaît le duo d'enquêteurs formé par Martin, le chef de groupe de la brigade criminelle, et Jeannette, une jeune flic à fleur de peau. Ces rôles sont interprétés respectivement par Thierry Godard et Valérie Decobert-Koretzky.
Alexis Lecaye est également l'auteur de quelques ouvrages de littérature d'enfance et de jeunesse pour L'École des loisirs et pour la collection jeunesse Giboulées des Éditions Gallimard.

## Œuvre

### Romans

#### Signés Alexis Lecaye
- La Dissolution, Robert Laffont, 1980 ; réédition Le Masque no 2291, 1996
- Marx et Sherlock Holmes, Fayard noir, 1981 ; réédition, Le Livre de poche no 6121, 1985
- L'Île des magiciennes, Fayard, 1982
- Philippine, Fayard, 1983
- Le Moine et le Diable, Fayard, 1983
- Le Bagnard, la voyante et l'espion, Fayard, 1984 ; réédition, Le Livre de poche no 5936, 1984
- Les Chemins de Sigmaringen, Fayard, 1985
- Un week-end à tuer, Le Masque no 1963, 1986 ; réédition, Le Livre de poche no 6276, 1986
- Einstein et Sherlock Holmes, Payot, 1989
- Chronique d'un juge ordinaire, Le Masque no 2047, 1991
- Meurtre en trente-six pauses, Le Masque no 2060, 1991
- Julie Lescaut, Le Masque no 2098, 1992 : réédition, Le Masque no 2492, 2005
- Les Deux Justiciers, Le Masque no 2132, 1993
- Le Juge et le Marabout, Le Masque no 2164, 1994
- Les Carnets secrets d'Hyppolite Vernet, Le Masque no 2206, 1994
- Loup y es-tu ?, Édition du Masque, 2012

#### SérieLes Dames, signée Alexis Lecaye
- Dame de Cœur, Éditions du Masque, 2002 ; réédition, Le Masque no 2519, 2009
- Dame de Pique, Éditions du Masque, 2005
- Dame de Carreau, Éditions du Masque, 2007
- Dame de Trèfle, Éditions du Masque, 2011
- Dame d'atout, Éditions du Masque, 2013
- Dame de Feu, Editions du Masque, 2014

#### Signés Alexandre Terrel
- Rendez-vous sur ma tombe, Le Masque no 1733, 1983
- Le témoin est à la noce, Le Masque no 1749, 1984; réédition, Le Club des Masques no 611, 1991
- La Morte à la fenêtre, Le Masque no 1757, 1984 ; réédition, Le Club des Masques no 612, 1991
- L'Homme qui ne voulait pas tuer, Le Masque no 1777, 1984

#### SérieAntoine Chabrier, le Croque-mort, signée Alexandre Terrel
- Le Croque-mort de ma vie, Le Masque no 1792, 1985
- Le Croque-mort s'en va-t'en bière, Le Masque no 1801, 1985
- Le Croque-mort et les morts vivants, Le Masque no 1822, 1986
- Le Croque-mort et sa veuve, Le Masque no 1867, 1987
- Enterrez le Croque-mort, Le Masque no 1904, 1987
- Le Croque-mort a croqué la pomme, Le Masque no 1925, 1988
- Le Croque-mort s'en mord les doigts, Le Masque no 1997, 1990

### Ouvrages de littérature d'enfance et de jeunesse
- La Bergère qui mangeait ses moutons, L'École des loisirs, 1991 ; réédition, Mouche poche, 1992
- Trolik, L'École des loisirs, 1991
- Georges Gros-Dos a disparu, Gallimard jeunesse-Giboulées, 1993 ; réédition, Folio Benjamin no 282, 1995
- Où est passée Priss la poupée?, Gallimard jeunesse-Giboulées, 1993 ; réédition, Folio Benjamin no 283, 1995
- La Voiture de pompiers bleue, Gallimard jeunesse-Giboulées, 1993 ; réédition, Folio Benjamin no 298, 1996
- Le Tournevis mystérieux, Gallimard jeunesse-Giboulées, 1993 ; réédition, Folio Benjamin no 299, 1996
- Le Démon de l'école, Gallimard, Folio junior no 806, 1997

### Autre publication
- Les Pirates du paradis, essai sur la science-fiction, Denoël, 1980 ; réédition, Denoël-Gonthier, coll. Médiations no 212, 1981

## Filmographie

### Adaptations de ses romans
- 1989 : Un week-end à tuer (téléfilm), adaptation du roman éponyme pour la série télévisée française Le Masque
- 1993 : Deux justiciers dans la ville (téléfilm), adaptation du roman Les Deux Justiciers
- 2000 : Confession d'un tueur, épisode de la série télévisée Vertiges

### Comme scénariste
- 1990 : Deux flics à Belleville (téléfilm)
- 1992-2014 : Julie Lescaut
- 1992 : Les Légumes maudits, épisode de la série télévisée Imogène, scénariste en collaboration avec Michèle Letellier
- 1992 : Jo et Milou (téléfilm), scénariste en collaboration avec Odile Barski et Eric Kristy
- 1997 : La Famille Sapajou (téléfilm)
- 1998 : La Famille Sapajou : Le Retour (téléfilm)
- 1999 : Sapajou contre Sapajou (téléfilm)
- 1999 : ''Justice séries en 4 épisodes
- 2002 : L'Été rouge (mini-série), scénariste de 3 des 5 épisodes
- 2003 : L'Ombre sur le mur (téléfilm)
- 2003 : Qu'elle est belle la quarantaine ! (téléfilm)
- 2004 : Je serai toujours près de toi (téléfilm)
- 2005 : La Peur au ventre, deuxième épisode de la série télévisée Rose et Val
- 2005 : Piège pour deux flics, troisième épisode de la série télévisée Rose et Val
- 2011 - 2015 : Les Dames (série télévisée d'après ses romans homonymes) :
  - 2011 : Dame de cœur
  - 2011 : Dame de pique
  - 2012 : Dame de carreau
  - 2013 : Dame de trèfle
  - 2013 : Dame de sang
  - 2014 : Dame d'atout
  - 2014 : Dame de cendres
  - 2015 : Dame de feu
  - 2015 : Dame de glace
- 2018 : Le Chalet (mini-série)

### Comme réalisateur
- 2003 : L'Ombre sur le mur (téléfilm)
- 2003 : Qu'elle est belle la quarantaine ! (téléfilm)
- 2011 - 2015 : Les Dames (série télévisée d'après ses romans homonymes) :
  - 2012 : Dame de carreau (téléfilm)
  - 2013 : Dame de sang, coréalisé avec Camille Bordes-Resnais
  - 2014 : Dame d'atout, coréalisé avec Camille Bordes-Resnais

## Distinctions
- Prix du Suspense français 1983 pour Le Bagnard, la voyante et l'espion
- Prix du roman d'aventures 1984 pour Le témoin est à la noce
- Festival de la fiction TV de La Rochelle 2015 : Meilleur scénario pour Dame de feu[1]